# هوراتسیو مولدوان
هوراتسیو مولدوان (انگلیسی: Horațiu Moldovan؛ زادهٔ ۲۰ ژانویهٔ ۱۹۹۸) بازیکن فوتبال اهل رومانی است.
از باشگاه‌هایی که در آن بازی کرده‌است می‌توان به باشگاه فوتبال یوتی‌ای آراد، باشگاه فوتبال راپید بخارست، باشگاه فوتبال هرمانشتات، باشگاه ورزشی سپسی اواس‌کا سفنتو گئورگه و باشگاه فوتبال سی‌اف‌آر کلوژ اشاره کرد.
وی همچنین در تیم ملی فوتبال رومانی بازی کرده‌است.